# 旭國斗雄
旭國斗雄（日语：／ Asahikuni Masuo，1947年4月25日—2024年10月22日），原名太田武雄，日本北海道上川郡愛別町出身的前大相撲力士，第210代大關。現役時代体型身長174cm、體重121kg、血型b型。他所屬的相撲部屋為立浪部屋，引退後成為大島部屋的親方指導後進，和出任日本相撲協會理事和巡業部長。

## 生涯
旭國斗雄生於當地一個農民家中，是家中三子。他在1963年7月開始專業相撲生涯，在1969年3月到達十兩級，在同年7月成為幕內力士。他在1970年降回十兩，但在1972年11月到達關脇級別。
1976年初，旭國斗雄得到12-3和13-2兩個強大的記錄，在兩場季賽中都是亞軍，這使他晉升為大關。他從他的專業比賽中獲得了77場比賽勝利，到達大關級別，在當時的力士中是最慢的，最好的比賽結果是1977年7月，當時他只輸了一場，但打敗了橫綱北之湖敏滿。他從來沒有能夠贏得冠軍，這是他的第四個也是最後的亞軍。
他在1979年9月引退，當時他作為大關在位21次季賽。他的退休是強制執行的，因為他與三重乃海剛司的比賽中肩膀受傷。

## 引退後
引退後，旭國斗雄以大島年寄的名義留在相撲界，在1980年，他建立了大島部屋但被立浪部屋強烈反對。大島部屋培養出橫綱旭富士正也，後來的蒙古力士旭鷲山昇和旭天鵬勝。在10個大島部屋培養出的關取力士中其中九個去了頂級，他還擔任比賽評審委員並在日本相撲協會的理事，直到2010年。在2012年4月他達到65歲的強制退休年齡後，大島部屋解散，所屬力士移籍友綱部屋。而已經獲得日本公民身份的前弟子旭天鵬勝現在是大島部屋的所有者，可能會恢復大島部屋，儘管他在2016年正在友綱部屋擔任教練。

## 家庭
旭國斗雄有兩個兒子，也是相撲選手，也加入他的部堅但從未到達關取級別。長子智雄四股名旭萌天最高級別是三段目、幼子國宏四股名旭照天最高位是幕下，兩人也因傷患和長期停滯不前先後引退。